# Suze Rotolo

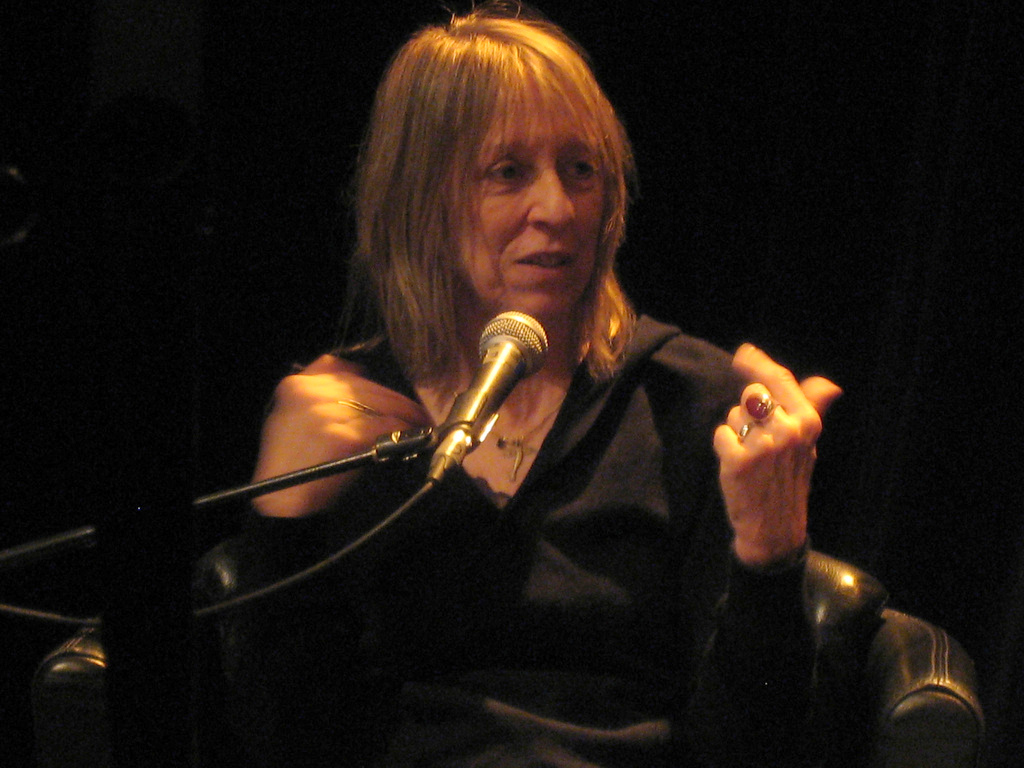
Suze Rotolo

Susan Elizabeth "Suze" Rotolo, född 20 november 1943 i Brooklyn i New York, död 25 februari 2011 i NoHo på Manhattan, New York, var en amerikansk konstnär och politisk aktivist. Hon är kanske mest känd som Bob Dylans flickvän mellan åren 1961 och 1964. Rotolo är den kvinna som syns på omslaget till Dylans album The Freewheelin' Bob Dylan.
Till yrket var Rotolo lärare och undervisade på Parsons School of Design i New York.
Rotolo avled till följd av lungcancer den 25 februari 2011 i New York.